# Masacrul de la Maratha, Santalaris și Aloda
Masacrul de la Maratha, Santalaris și Aloda (în turcă Muratağa, Sandallar ve Atlılar katliamı) se referă la un masacru săvârșit asupra ciprioților turci⁠(d) de către EOKA B⁠(d), un grup paramilitar al ciprioților greci⁠(d). La 14 august 1974, în timpul Invaziei turcești în Cipru, au fost ucise 126 de persoane din satele Maratha⁠(d), Santalaris⁠(d) și Aloda⁠(d), astfel: 89 (sau, după altă sursă, 84) de oameni din Maratha și Santalaris și încă 37 de oameni din satul Aloda. Acest masacru a avut loc în aceeași zi înaintea celei de-a doua invazii turcești, simultan cu alte masacre⁠(d).

## Context
Potrivit recensământului din 1960, locuitorii celor trei sate erau în întregime ciprioți turci⁠(d). Populația totală a satelor Maratha și Santalaris era de 207 locuitori. În anul 1973 populația totală a celor trei sate a crescut la 270 de locuitori: 124 în Maratha, 100 în Santalaris și 46 în Aloda. Cu toate acestea, în iulie 1974, după prima invazie turcă în Cipru, toți bărbații de vârstă militară au fost duși ca prizonieri de război în lagărele de internare din Famagusta și de acolo au fost transferați la Limassol.

## Masacrul

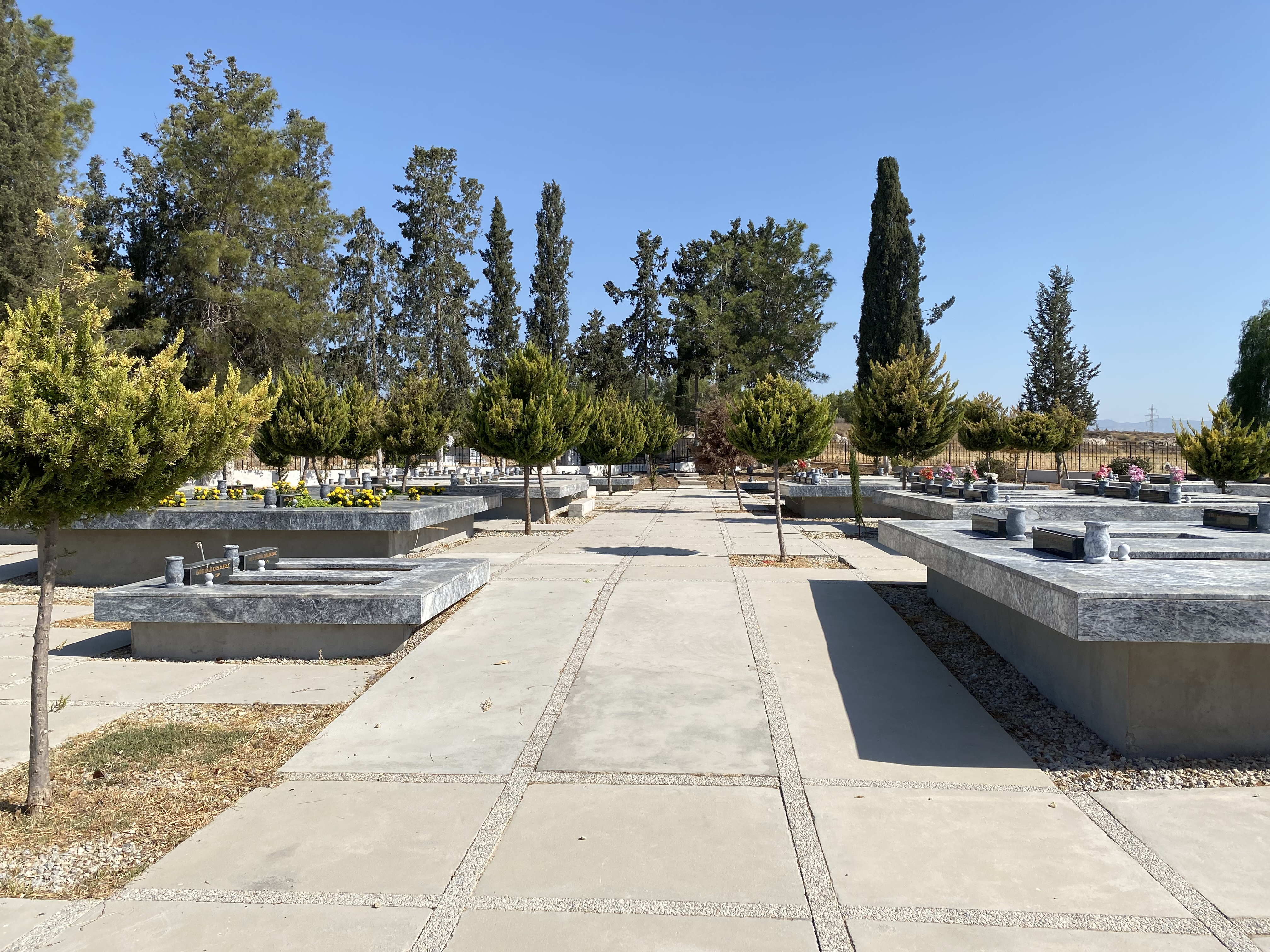
Cimitirul din Maratha unde sunt îngropate victimele. Începând din anii 2010 rămășițele celor înnormântați în groapa comună din Maratha au fost excavate și îngropate individual.

La 20 iulie 1974, bărbații din cele trei sate au fost arestați de EOKA-B și trimiși la Limassol. După aceasta, conform mărturiilor citate de jurnalista Sevgül Uludağ⁠(d), bărbați care făceau parte din grupul paramilitar EOKA-B din satul vecin Peristeronopigi⁠(d) au venit și au amenajat o tabără în cafeneaua din sat. Mai târziu s-au îmbătat, au tras câteva focuri de armă în aer și au violat mai multe femei și fete tinere, iar, ulterior, chiar și băieți. Violurile au continuat până pe 14 august 1974, când luptătorii paramilitari greci au fost nevoiți să se retragă. După declanșarea celei de-a doua invazii a Armatei Turce⁠(d), ei au decis să nu lase în urmă niciun martor și au exterminat întreaga populație a celor trei sate.
În Maratha și Santalaris au fost uciși 84–89 de civili. Imamul din Maratha a declarat că în sat erau 90 de persoane înainte de masacru și au mai rămas doar șase persoane. În timpul masacrului au fost uciși chiar și bătrâni și copii. Doar trei persoane au reușit să scape din masacrul de la Aloda. Locuitorii celor trei sate au fost îngropați în gropi comune cu ajutorul unui buldozer. Sătenii din Maratha și Santalaris au fost îngropați în același mormânt.
Agenția americană Associated Press a descris cadavrele ca fiind „atât de sfărâmate și descompuse încât s-au rupt în bucăți atunci când soldații le-au scos din gunoi cu lopețile”. Cotidianul turcesc Milliyet⁠(d) a raportat că părți ale cadavrelor au fost retezate și că au fost folosite unelte ascuțite și mitraliere în săvârșirea masacrului.
Potrivit scriitorului și cercetătorului cipriot grec Tony Angastiniotis, cel puțin unul dintre atacatori avea un accent grecesc continental, ceea ce sugera că era un ofițer grec.

## Reacții
Organizația Națiunilor Unite a descris masacrul drept o crimă împotriva umanității, afirmând că „constituie o nouă crimă împotriva umanității comisă de oamenii înarmați ciprioți greci și greci”. Masacrul a fost descris în presa internațională, inclusiv în influentele cotidiene The Guardian și The Times.
Liderul ciprioților turci Rauf Denktaș⁠(d) a amânat întâlnirea cu ciprioții greci după descoperirea gropilor comune.